# Vissprekers
De Vissprekers is een fictieve militaire vrouwenorde in het Duin-universum van de sciencefictionschrijver Frank Herbert. Naast hun militaire en religieuze taken vormen de Vissprekers ook de bureaucratie in de tijd dat ze actief zijn. Ze worden zo genoemd omdat de eerste priesteressen "in hun dromen met vissen spraken".
De orde werd opgericht door God-Keizer Leto II omdat hij meende dat zijn legers van Vrijmans en Sardaukar niet voldeden aan de verwachtingen. Hij vond dat een mannenleger in essentie roofdiergedrag vertoont en zich bij een gebrek aan een externe vijand op de burgerbevolking uitleeft, terwijl een vrouwenleger temt en kalmeert.

## Duin-serie
De Vissprekers worden opgericht in de 3500 jaar durende periode waarover God-Keizer op Duin (1981) verhaalt, maar in de tijd die de roman Ketters van Duin (1984) beschrijft, hebben ze reeds flink aan belang ingeboet. Ten tijde van het boek Duin Kapittel uit 1985 wordt onthuld dat de vrouwenorde Achtenswaardige Matres is ontstaan uit gevluchte leden van de Vissprekers.